# Marquesat de Bodonitza
El marquesat de Bodonitza (grec medieval: Μαρκιωνία/Μαρκιζᾶτον τῆς Βοδονίτσας) fou un antic domini feudal de Grècia a Beòcia, al límit amb Tessàlia. La capital era Bodonitza, moderna Mendenitsa. Va existir entre 1204 i 1414.

## Història

### Fundació del marquesat
Bonifaci I de Montferrat, un dels caps de la Quarta Croada, fou fet rei de Tessalònica (1204-1207) després de la conquesta de Constantinoble (1204). Va penetrar cap al interior de Grècia a la tardor del 1204, acompanyat de diversos cavallers entre els quals Guiu Pallavicini, el fill més jove d'un noble procedent de les rodalies de Parma, de la casa de marquesos Pallavicini, que havia anat a l'Orient perquè considerava que els nobles italians eren poc respectats. Bonifaci el va considerar idoni per vigilar el pas de les Termòpiles, lloc del qual el arcont grec, Lleó Esgur, havia fugit quan va veure acostar-se l'exèrcit llatí. Li va concedir el feu de Bodonitza i el marquès va construir un castell que es va aixecar sobre l'estructura de l'antiga acròpolis de Pharygae (Fariges), un lloc estratègic molt ben elegit.
El marquesat depenia feudalment del principat d'Acaia ja que segons la Crònica de Morea, Bonifaci de Montferrato va concedir a Guillem de Champlitte l'alta sobirania; Marí Sanuto el Vell diu que fou l'emperador Balduí II de Courtenay (1228-1261) qui va concedir l'alta sobirania a Jofré II de Villehardouin; és clar que hi havia la idea generalitzada de dependència d'Acaia, cosa que es va concretar més tard en que el marquès fou un dels dotze grans nobles d'Acaia on el príncep només era un primus inter partes i que el 1278 Carles I de Nàpols, en la seva qualitat de príncep d'Acaya (1278-1285), va nomenar un batlle del principat pel marquesat. No va ser fins al domini català que el marquesat va ser reconegut com a feudatari del ducat d'Atenes.

### Guiu Pallavicini
Guiu Pallavicini fou el primer marquès de Bodonitza (1205-1237) sent conegut com el “Marquesòpul”. La Crònica de Morea el situa com a participant al setge de Corint. Amb el seu germà (suposadament seria Rubino Pallavicini), foren dels líders de la rebel·lió llombarda contra l'emperador llatí Enric de Flandes (1206-1216) el 1209. Es va negar a assistir al Parlament de Ravenika el maig d'aquell any; i, deixant el seu castell sense defensa, es va retirar amb els rebels darrera dels poderosos murs de Cadmeia a Tebes. Aquest incident va causar la única visita imperial a Bodonitza quan Enric I va passar-hi una tarda en el seu camí a Tebes, i des d'allí va cavalcar a través del pas que condueix cap a les muntanyes fins Dadi i la plana de Beòcia que sempre ha estat la ruta més curta des de Bodonitza fins a Tebes, i en aquest temps lloc d'una església de la Mare de Déu de Santa Maria de Clusuri, propietat de l'abat i canonges del Temple del Senyor. Com la majoria dels seus companys nobles, el marquès no va ser respectuós amb els drets i propietats de l'Església a la qual pertanyia. Si bé va concedir la fortalesa de Làmia als templers, va secularitzar propietats que pertanyien al seu bisbe i va exhibir un marcat rebuig a pagar delmes. No obstant això, apareix amb els seus companys signant el concordat que va ser elaborat per regular les relacions entre l'Església i l'Estat en el segon Parlament de Ravenika al maig de 1210.
Com un dels nobles preeminents del Regne Llatí de Tessalònica, Guiu va seguir associat amb aquest. El 1221 va ser batlle per la regent Margarita durant la minoria del jove rei Demetri de Montferrat (1207-1230), en nom del qual va ratificar un tractat amb el clergat que respectava la propietat de les Església. El seu territori es va convertir en el refugi de l'arquebisbe catòlic de Làrissa, al qual va ser conferit temporalment el bisbat de Termòpiles per Honori III, quan els grecs de l'Epir el van expulsar de la seva seu. I quan l'efímer regne va caure a mans dels epirotes, el mateix Papa, el 1224, va ordenar a Jofré II de Villehardouin, princep d'Acaia, a Odó I de la Roche, senyor d'Atenes, i als tres barons llombards d'Eubea, ajudar a defensar el castell de Bodonitza, i es va alegrar que haguessin estat subscrits 1.300 hyperperi, pels prelats i clergat, per a la seva defensa, de manera que va poder ser mantingut per Guiu "senyor de l'esmentat castell", fins a l'arribada del marquès Guillem de Montferrat. Guiu encara era viu el 2 de maig de 1237, quan va fer el seu testament. Poc després d'aquesta data probablement va morir; Hopf estableix en la seva genealogia, sense esmentar cap font, que va ser mort pels grecs. Havia sobreviscut a la majoria dels seus companys croats; i, a conseqüència de la reconquesta grega de Tessàlia, el seu marquesat era ara, en tot cas amb la possible excepció de Làrissa, el més septentrional dels feus francs, i veritable "Marca" fronterera dels feu llatins a Grècia.

### Ubertí Pallavicini
Guido havia contret matrimoni amb una dama borgonyona anomenada Sibil·la, possiblement una filla de la família de Cicon, establerta posteriorment a Grècia i, per tant, cosina de Guiu de la Roche d'Atenes. Amb ella va tenir dues filles i un fill, Ubertí o Ubert, que el va succeir com a marquès (1253-1264). Tot i el llaç feudal que l'hauria d'haver lligat al príncep d'Acaia, Ubertí el va repudiar audaçment i va recolzar al seu cosí, el "Gran Senyor" (Megaskyr) d'Atenes, en la guerra fratricida entre aquests prominents governants francs, que va culminar en la derrota dels atenencs en la batalla del Karydi el maig o juny de 1258, on el marquès va estar present, i des d'on va acompanyar a Guiu de la Roche en la seva retirada cap a Tebes. A l'any següent, però, va obeir la convocatòria del príncep d'Acaia a prendre part en la campanya fatal en ajuda del dèspota Miquel II Comnè Ducas de l'Epir (1230-1268) contra l'emperador grec de Nicea, que va finalitzar en la plana de Pelagònia; i el 1263, quan el príncep Guillem II de Villehardouin, després del seu retorn de la presó grega, va fer la guerra contra els grecs de la recentment establerta província romana d'Orient a Morea, el marquès de Bodonitza va ser una vegada més convocat en la seva ajuda. El ressorgiment del poder grec a Eubea en aquest període, i els freqüents actes de pirateria al canal d'Atalante van ser d'un dany considerable per la població de Bodonitza, els subministraments de menjar eren, de vegades, interceptats pels corsaris. Però el marquès Ubertí es va beneficiar a través de la voluntat de la seva germana Mabilia, que s'havia casat amb Azzo VII d'Este, senyor de Ferrara, i va llegar al seu germà en 1264 la seva propietat prop de Parma.

### Isabela Pallavicini
Després de la mort d'Ubertí, el marquesat, com tantes baronies franques, va recaure en les mans d'una dona. La nova marquesa de Bodonitza va ser la seva segona germana, Isabela (vers 1278-1286), qui és inclosa en una circular dirigida a tots els grans magnats d'Acaia per Carles I d'Anjou, el nou príncep, i notificant-los la designació de Galeran d'Ivry com el vicari general angeví al principat. En aquesta ocasió, l'absència de la marquesa va ser una de les raons al·legades per l'arquebisbe Benet de Patres, en nom dels presents a Clarentza, pel rebuig de l'homenatge al nou batlle, el que indica la importància de la posició del marquesat com un dels dotze grans feus del principat d'Acaia.

### Tomàs Pallavicini
La marquesa Isabela va morir sense fills; i, en conseqüència, el 1286, es va plantejar una disputada successió entre el seu marit, Antoni el Flamenc, un franc establert a Orient, senyor de Karditsa, a Beòcia, i el representant mascle més proper de la família Pallavicino, el seu cosí Tomàs, net del germà del primer marquès, Rubino Pallavicini. La disputa va ser remesa a Guillem I de la Roche, duc d'Atenes (1280-1287), però no com a duc sinó en la seva qualitat de batlle d'Acaia, davant la cort feudal a la qual legalment arribaria una qüestió relativa a Bodonitza. Tomàs, però, va resoldre l'assumpte al prendre el castell, i no només es va mantenir allà, sinó que va transmetre el marquesat al seu fill, Albert (? -1311).

### Albert Pallavicini
El cinquè marquès és esmentat entre els convocats per Felip I de Savoia (1301-1307), príncep d'Acaia, al famós parlament i torneig a l'istme de Corint a la primavera de 1305; també se l'esmenta per haver estat un dels magnats que va obeir la crida de l'homònim i successor de Felip, Felip II de Tàrent (1307-1313), el 1307. Quatre anys més tard va caure, en la gran batalla del Cefís, lluitant contra els catalans sota la bandera del lleó de Gualter de Brienne o Gualter I d'Atenes (1308-1311), qui per la seva voluntat uns pocs dies abans havia llegat 100 perpres a l'església de Bodonitza.

### Maria i Andreu Cornaroi
El marquesat va escapar inicialment a la conquesta pels catalans, encara que com a Atenes, una vídua i el seu fill van ser deixats sols per defensar-lo. Albert s'havia casat amb una rica hereva Eubea, Maria dalle Carceri, un plançó de la família llombarda que havia arribat des de Verona en temps de la conquesta. Per aquest matrimoni s'havia convertit en hexarca, o propietari d'un sisè d'aquesta gran illa, i així és oficialment descrit en la llista veneciana de governants grecs. A la seva mort, d'acord amb les regles de successió establertes en el Llibre d'Assises (Llibre d'Usatges) de l'Imperi de Romania, el marquesat va ser dividit en parts iguals entre la seva vídua Maria i la seva filla infant, Guillermina (1311-1358). Maria, però, no va romandre desconsolada molt temps; certament, les consideracions polítiques aconsellaven un matrimoni immediat amb algú prou poderós per protegir la seva propietat i els interessos de la seva filla enfront dels catalans d'Atenes. Fins ara, els guardians de la Marca només havien necessitat pensar en els enemics grecs ja que tot el territori des d'on Bodonitza era més fàcilment atacable, havia estat en mans de francs aliats. Més afortunada que la majoria de les dames d'alt bressol de la Grècia franca, la marquesa vídua havia evitat el destí d'acceptar a un dels vencedors del seu marit com el seu successor. Sent així lliure per triar, va seleccionar com a espòs a Andreu Cornaro,venecià de bona família, un gran personatge a Creta, i baró de Skarpanto. Cornaro així, el 1312, va rebre, en virtut d'aquest matrimoni, la meitat de Bodonitza de la seva dona, mentre que la seva filla va aportar la meitat restant, en virtut de la seva unió posterior amb Bartomeu Zaccaria, a aquesta família genovesa, que ja posseïa Quíos i que estava a punt d'establir una dinastia a Morea.
Cornaro va anar a residir a Negrepont, on el seu propi interès, així com també el patriotisme el va portar a oposar-se a les reclamacions d'Alfons Frederic d'Aragó, el nou virrei del ducat català d'Atenes. La seva oposició i la natural ambició d'Alfons Frederic, va ocasionar la invasió catalana del marquesat, i potser va ser en aquesta ocasió quan Bartomeu Zaccaria va ser agafat presoner i enviat a una presó siciliana, d'on només va ser alliberat per la intervenció del Papa Joan XXII. Va ser afortunat per als habitants de Bodonitza el que Venècia inclogués Cornaro en la treva que va fer amb els catalans en 1319. Quatre anys més tard va seguir la seva dona a la tomba, i la seva filla Guillermina va ser des de llavors l'única marquesa.

### Guillermina Pallavicini
Guillermina Pallavicini era una autèntica descendent del primer marquès. De tots els governants de Bodonitza, ella va ser la més obstinada, i ha de ser inclosa en aquest no tant petit nombre de dones de temperament fort, sense escrúpols i apassionades, que va produir la Grècia franca. A la mort del seu marit genovès ella va considerar que tant la proximitat de Bodonitza a la colònia veneciana de Negrepont com la seva pretensió des d'antic al castell de Larmena en aquesta illa requeria que ella es casés amb un venecià, especialment quan la decisió de la seva reclamació i fins i tot el seu dret a residir a l'illa requeien sobre el batlle venecià. En conseqüència, va demanar a la República que li donés a un dels seus nobles com el seu consort, i va prometre submisament que acceptaria a qualsevol que el Senat pogués triar. L'elecció va recaure sobre Niccolò Giorgio (Nicolau Jordi o Niccolo Zorzi per donar-li la forma veneciana al nom), que pertanyia a una distingida família que havia donat un dux a la República i recentment havia assistit a el jove Gualter VI de Brienne o Gualter II d'Atenes en la seva fallida campanya per recobrar el ducat perdut del seu pare de mans dels catalans. Una galera veneciana el va escortar el 1335 fins al port de Bodonitza, i el nou marquès va agafar el poder i va fundar una nova línia.
Al principi no hi va haver motiu per penedir-se de l'aliança. Si els catalans, ara establerts en Neopàtria i Làmia, a unes poques hores de Bodonitza, ocupaven diverses viles de l'adjacent marquesat, malgrat les recomanacions de Venècia, Nicolau I va aconseguir un pacte amb ells, probablement acordant pagar un tribut anual de quatre cavalls totalment equipats per al vicari general del Ducat d'Atenes, que apareix en l'època del seu fill constituint el llaç feudal entre aquest estat i Bodonitza. Va adoptar, també, les reclamacions eubeas de la seva esposa; però Venècia, que tenia un ull sobre el fort castell de Larmena, va remetre la qüestió legal al batlle d'Acaia, de la qual tant Negrepont com Bodonitza eren encara reconegudes tècnicament com a dependències. El batlle, en nom de la princesa sobirana d'Acaia, Caterina de Valois (1333-1346), va decidir contra Guillermina, i l'adquisició de Larmena per Venècia va posar fi a les seves esperances.
Furiosa en la seva decepció, la marquesa va acusar el seu marit venecià de covardia i de preferència cap a la seva ciutat nadiua, mentre que raons més domèstiques augmentaven la seva indignació. El seu consort era un vidu, mentre que ella havia tingut una filla del seu primer marit, i li feia sospitar d'afavorir al seu propi fill a costa de la seva filla, Marulla, a nom de la qual havia dipositat una gran suma de diners al banc de Negrepont. Per completar la tragèdia familiar representada dins dels murs de Bodonitza, ara només faltava un sinistre aliat de la furiosa dona que fou Manfred Pallavicini, el parent, conseller de negocis, i possible amant, de la marquesa. Com membre de la vella estirp del antic conqueridor, sens dubte va considerar al marit venecià com un intrús que havia obtingut primer els honors de família i després va trair la seva confiança. A la fin va esclatar la crisi. Pallavicini va insultar al marquès, el seu superior feudal; aquest últim el va tancar a la presó, des de on el presoner va atemptar contra la vida del seu senyor. Com un dels grans barons d'Acaia, el marquès gaudia de el dret d'infligir la pena capital i el va exercir; Pallavicini va ser executat, i els burgesos reunits de Bodonitza (segons la versió veneciana), van aprovar l'acte, dient que era millor la mort d'un vassall abans que causar una injúria sobre el seu senyor.
La continuació va demostrar, però, que Guillermina no estava aplacada; podia haver assentit al que els burgesos havien dit; però va treballar els sentiments de devoció cap a la seva família que havia governat tant de temps sobre aquestos burgesos; es van aixecar contra el marquès estranger a instigació de la seva senyora; i Nicolau va ser obligat a creuar a Negrepont, deixant al seu petit fill Francesc i totes les seves propietats al darrere. Per tant, es va dirigir a Venècia, i va exposar el seu cas davant el Senat. Aquest cos va abraçar calorosament la seva causa, i va ordenar a la marquesa rebre de tornada al seu marit a la seva anterior honorable posició, o a lliurar la seva propietat. En cas que refusés, el batlle de Negrepont va ser instruït per trencar tota comunicació entre Bodonitza i aquesta illa i a embargar els diners de la seva filla Marulla encara dipositat en el banc de l'illa. Per aïllar-la encara més, van ser enviades cartes als catalans d Atenes, sol·licitant-los que no intervinguessin entre marit i esposa. Com la marquesa va romandre obstinada, Venècia va fer un últim esforç per un acord amistós, demanant als líders catalans, a la reina Joana I de Nàpols (reina de Nàpols [1343-1381], i princesa d'Acaya [1374-1381]), com a cap de la casa d'Anjou, a la qual pertanyia el principat d'Acaya, i al dofí Humbert II de Viena, que comandava en aquells dies la flota papal contra els turcs, que usessin la seva influència en nom de la seva ciutadana. Quan això va fallar, el batlle va dur a terme les seves instruccions, va confiscar els fons dipositats al banc, i va pagar a Nicolau amb ells el valor de la seva propietat perduda. Ni la pèrdua de diners de la seva filla ni les armes espirituals del Papa Climent VI van poder moure a l'obstinada senyora de Bodonitza, i en el seu bisbe local, Nitard de Termòpiles, va trobar fàcilment un conseller que la va dissuadir del perdó. Així, Nicolau mai va poder tornar a Bodonitza; va servir a la República com enviat al tsar serbi, Dushan, i com un dels consellers del Dux, i va morir a Venècia el 1354. Després de la seva mort, la marquesa va admetre immediatament al seu únic fill, Francesc, anomenat el Marchesotto, ara un jove de 17 anys, per governar amb ella, i com els catalans estaven amenaçant, una vegada més la seva terra, va fer propostes a la República. Aquesta última, contenta de saber que un ciutadà venecià estava governant un cop més com a marquès a Bodonitza, el va incloure a ell i a la seva mare en els seus tractats amb Atenes, i quan Guillermina va morir, el 1358, després d'una llarga i variable trajectòria, la seva filla (del segon matrimoni) va rebre de tornada la propietat confiscada de la seva difunta mig germana Marulla.

### Francesc Cornaro
El pacífic regnat de Francesc va ser un gran contrast a la tempestuosa carrera de la seva mare. Els seus veïns catalans, dividits per les enveges de caps rivals no tenien ja l'energia per a noves conquestes. L'establiment d'un regne serbi a Tessàlia només va afectar el marquesat en la mesura que li permetien concedir la mà de la seva filla a un principet serbi. El perill turc, que estava destinat a engolir el marquesat en la següent generació, estava, però, amenaçant ja a catalans, serbis i italians per igual, i en conseqüència Francesc Zorzi va ser un dels magnats de Grècia als quals el papa Gregori XI va convidar al congrés sobre la qüestió oriental, que va ser convocat per a reunir-se a Tebes l'1 d'octubre de 1373. Però quan el ducat d'Atenes, del què era tributari, estava entretingut per una disputa successòria entre Maria, reina de Sicília i Pere III de Catalunya i IV de Aragó, el marquès venecià, pensant que era el moment favorable per intensificar la seva connexió amb els catalans, es va declarar a favor de la reina. Era, de fet, el membre més important de la minoria que estava al seu favor, ja que se'ns diu que "tenia un estat molt pròsper", i sabem que s'havia enriquit mitjançant empreses mercantils. En conseqüència, va assistir a la Companyia navarresa en el seu atac sobre el ducat, de manera que Pere III-IV va escriure en 1381 al batlle venecià de Negrepont, demanant-li que impedís als seus compatriotes a Bodonitza que ajudessin els enemics del rei. La victòria del partit aragonès va tancar l'incident, i la generosa política dels vencedors es va estendre sens dubte a ell. Però el 1388 l'enderrocament final de el govern català per Neri I Acciaiuoli va fer al marquesat independent del ducat d'Atenes. En les llistes feudals -com la de 1391- el marquès continuava figurant com un dels barons d'Acaia, però la seva posició real era la d'un "ciutadà i amic" de Venècia, en qui buscava ara ajuda en els problemes.

### Jacob Cornaro
Francesc hauria viscut per veure la realització de les seves esperances, ja que sembla haver mort al voltant de 1388, deixant el marquesat al seu fill gran, Jacob o Jaume I (vers 1388-1410), sota la regència de la seva vídua Eufrosina, filla de la famosa família insular de Sommaripa, que encara sobrevivia a les Cíclades.
Però el jove marquès aviat es va trobar que només havia canviat el seu tribut al vicari general per un tribut a sultà. No es coneix el moment exacte en què Baiazet I va imposar aquest pagament, però pot haver pocs dubtes que Bodonitza es va convertir en tributària dels turcs per primera vegada en la campanya de 1393-1394, quan el "Tro" o el "Llamp" va caure sobre la Grècia septentrional i el cunyat serbi del marquès va ser expulsat de Farsàlia i Domokos, i Làmia i Neopatres (Neopàtria) es van sotmetre, i quan el comtat de Salona, fundat al mateix temps que Bodonitza, va cessar d'existir. En el camí a Salona, l'exèrcit del sultà va haver de passar a menys de quatre hores de camí de Bodonitza i cal suposar que va ser perdonat o bé perquè l'estació estava avançada -Salona va caure al febrer de 1394- o perquè el castell era massa fort, o perquè el seu senyor era un venecià. Aquest respir es va perllongar per la caiguda de Baiazet a la batalla d'Ankara (28 de juliol de 1402) contra Tamerlà i la lluita fratricida que va seguir entre els seus fills, mentre que el marquès va tenir cura de fer-se incloure en els tractats de 1403, 1408 i 1409 entre el sultà Suleyman I i Venècia; una clàusula especial en el primer d'aquests instruments el va alliberar de totes les seves obligacions excepte de les que havia contret cap al pare de l'sultà, Baiazet I. Encara, fins i tot en l'època de Suleyman, tal era el seu sentit d'inseguretat que va obtenir permís de Venècia per enviar als seus camperols i bestiar al fort castell de Carist a Eubea o Negrepont, del qual el seu germà Nicolau s'havia convertit en arrendatari. Figurava també en el tractat de 1405, que la República va celebrar amb Antoni I Acciaiuoli (1394-1435), el nou sobirà d'Atenes i així es va considerar segur d'atac al sud. De fet, estava ansiós per estendre les seves responsabilitats, ja que era un dels que van licitar per les dues illes venecianes de Tinos i Míkonos, quan van ser posades a subhasta l'any següent. En aquesta oferta, però, va fracassar.
La mort de Suleyman I i l'ascensió del seu germà Musa en 1410 va segellar el destí del marquesat. A principis de la primavera un enorme exèrcit turc va aparèixer davant el vell castell. Bodonitza era fort, i el seu marquès un home resolt, de manera que durant molt de temps el setge va ser en va. "Jacopo", diu el document venecià escrit pel seu fill, "preferia, com el magnànim i veritable cristià que era, morir abans que sotmetre el lloc". Però hi va haver traïció dins dels murs del castell; traït per un dels servents, el marquès va caure defensant les Termòpiles medievals contra la nova invasió de l'est. Fins i tot llavors, els seus fills, "seguint els passos del seu pare", van mantenir el castell més temps en l'esperança que Venècia recordaria als seus distants fills en la seva aflicció. El Senat, de fet, va ordenar al Capità de golf fer indagacions sobre si Bodonitza encara resistia i en aquest cas enviar socors als seus gallardos defensors -va afegir el caut govern- "amb tan poca despesa com fos possible"-. Però abans que els vigilants de la torre poguessin albirar al capità pel canal de Atalante, tot havia acabat; el menjar i les municions s'havien esgotat i els Zorzi s'havien vist obligats a rendir-se, amb la condició que les seves vides i propietats serien perdonades. Els turcs van trencar les seves promeses, van privar als seus presoners dels seus béns, els van expulsar de la llar dels seus ancestres i van arrossegar al jove Nicolau a la cort de l'sultà a Adrianòpolis.

### Nicolas
Una considerable confusió preval en aquest últim acte de la història de Bodonitza, a causa de el fet que els dos personatges destacats, el germà i el fill gran de l'últim marquès portaven el mateix nom de Niccolò. En conseqüència, Hopf ha adoptat dues versions diferents en els seus tres relats sobre aquests esdeveniments. En una revisió de l'evidència documental, sembla que el germà, el baró de Carist, no era a Bodonitza durant el setge, i que, quan el seu nebot va ser capturat, ell es va proclamar marquès. Venècia va reconèixer el seu títol, i va instruir al seu enviat a Musa per incloure-li en el seu tractat amb el sultà i per procurar al mateix temps l'alliberament del fill de l'últim marquès. Per tant, en la pau de 1411, Musa va prometre, per amor de Venècia i veient que passava per venecià, no hostigar més al marquesat, amb la condició que pagués el tribut establert. No només això, sinó que es va permetre que els vaixells del marquès i les mercaderies entressin en els dominis turcs a canvi del pagament d'un impost fix. Així, temporalment restaurat, el marquesat va quedar en possessió de l'oncle, al què el nebot, fins i tot després del seu alliberament, o bé no podia o bé no va voler reclamar-li. Es va retirar a Venècia, i molts anys més tard, va rebre, com a recompensa per l'heroica defensa del seu pare de Bodonitza, el càrrec de castellà de Pteleon, prop de la desembocadura del golf de Volo, el darrer lloc avançat venecià en terra ferma de la Grècia nord-oriental, posició que va ocupar durant vuit anys.
Mentrestant, el seu oncle, el marquès, havia perdut tot excepte el seu títol. Tot i que els turcs havien evacuat Bodonitza, i el castell havia estat reparat, es va sentir tan insegur que va enviar al seu bisbe com a emissari a Venècia, sol·licitant ajuda en el cas d'una nova invasió turca i permís per transportar de tornada als seus servents als quals havia enviat a Karystos (Carist) uns pocs anys abans. Els seus temors van demostrar estar ben fonamentats. En va la República va donar ordres que haurien de ser inclosos en el seu tractat amb el nou sultà, Mehmet I.
El 20 de juny de 1414, un extens exèrcit turc va atacar i va prendre el castell, i amb ell molts presoners, el marquès entre ells, doncs a l'any següents trobem a la seva esposa, una filla adoptiva del duc d'Atenes, apel·lant a Venècia per obtenir el seu alliberament d'una masmorra turca. Va recobrar la seva llibertat, però no el seu marquesat. En el tractat de 1416, Bodonitza li va ser, de fet, assignada realment a canvi del tribut habitual; però nou anys més tard consta que era a Venècia encara intentant obtenir en va la seva restitució. Va continuar, però, posseint el títol de marquès de Bodonitza amb el castell de Karystos (Carist), títol que després va recaure en el seu fill, Jacob II el "Marchesotto", i en el fill del seu fill, Antoni, fins que la conquesta turca d'Eubea el 1470, va posar fi a el govern venecià sobre aquesta gran illa. D'allí, l'últim marquès titular de Bodonitza, després de governar Lepant, es va retirar a Venècia, d'on eren els Zorzi i on la família encara existeix.

## Església llatina i ortodoxa
El marquesat fou seu episcopal llatina (catòlica romana), anomenada bisbat de les Termòpiles, dependent de la seu metropolitana d'Atenes. A l'inici (després del 1204), el bisbe residia a la ciutat que portava el nom de Termòpiles però després de la seva destrucció el bisbe i canonges van construir un oratori a Bodonitza. Fins allà, però, van arribar els pirates i van matar a el bisbe, després de la qual cosa en 1209 el llavors ocupant de la seu, el tercer ja, va demanar al papa Inocenci III el trasllat a l'abadía de “Communio” que podria ser un monestir fundat per un Comnè en aquella zona. Progressivament el bisbat fou conegut com a bisbat de Bodonitza, nom fet comú a les acaballes del segle xiv, quan el bisbe residia a la ciutat i era un dels quatre bisbats del ducat d'Atenes.
Des de 1371 al menys, i potser abans, el marquesat va tenir un bisbe ortodox (el obispo de Mendenitsa), que depenia del metropolità ortodox de Larissa passant el segle xv a dependre del metropolità d'Atenes. Prop del castell de Bodonitza hi havia un monestir ortodox en el que el 1204 s'havia refugiat el metropolità d'Atenes, Miquel Coniata, davant de la conquesta llatina.